# 碧霞圣母宫
碧霞圣母宫，位于山西省临汾市洪洞县广胜寺镇坊堆村，是中华人民共和国山西省文物保护单位之一。
碧霞圣母宫建于明嘉靖二十年（1541年）夏，仅存木牌坊、圣母殿。圣母殿供奉碧霞元君，面阔三间，进深六椽，单檐庑殿顶，七彩琉璃瓦顶，殿内彩塑栩如生。1996年1月12日，公布为第三批山西省文物保护单位。